# Atletismo nos Jogos Pan-Americanos de 2011 - 1500 m feminino
A competição dos 1500 m rasos feminino foi um dos eventos do atletismo nos Jogos Pan-Americanos de 2011, em Guadalajara. Foi disputada no Estádio Telmex de Atletismo no dia 27 de outubro.

## Calendário
Horário local (UTC-6).
| Data          | Horário | Fase  |
| ------------- | ------- | ----- |
| 27 de outubro | 17:05   | Final |

## Medalhistas
| Ouro   | CUB Adriana Muñoz  |
| Prata  | COL Rosibel García |
| Bronze | CAN Malindi Elmore |

## Recordes
Recordes mundial e pan-americano antes da disputa dos Jogos Pan-Americanos de 2011.
| Tipo                             | Atleta      | Tempo   | Local    | Data                   |
| -------------------------------- | ----------- | ------- | -------- | ---------------------- |
|                                  | Qu Yunxia   | 3:50.46 | Pequim   | 11 de setembro de 1993 |
| Recorde dos Jogos Pan-Americanos | Mary Decker | 4:05.70 | San Juan | 13 de julho de 1979    |

## Resultados

### Final
| Pos.              | Atleta                    | Países                | Tempo   | Obs. |
| ----------------- | ------------------------- | --------------------- | ------- | ---- |
| Medalha de ouro   | Adriana Muñoz             | CUB Cuba              | 4:26.09 |      |
| Medalha de prata  | Rosibel García            | COL Colômbia          | 4:26.78 |      |
| Medalha de bronze | Malindi Elmore            | CAN Canadá            | 4:27.57 |      |
| 4                 | Fabiana Cristine da Silva | BRA Brasil            | 4:28.33 |      |
| 5                 | Urdileidis Quiala         | CUB Cuba              | 4:29.08 |      |
| 6                 | Sandra Amarillo           | ARG Argentina         | 4:29.49 |      |
| 7                 | Pilar McShine             | TRI Trinidad e Tobago | 4:30.05 |      |
| 8                 | Gladys Landaverde         | ESA El Salvador       | 4:31.43 |      |
| 9                 | Nancy Gallo               | ARG Argentina         | 4:31.96 |      |
| 10                | Annick Lamar              | USA Estados Unidos    | 4:32.57 |      |
| 11                | Jacqueline Areson         | USA Estados Unidos    | 4:34.23 |      |
| 12                | Beverly Ramos             | PUR Porto Rico        | 4:34.90 |      |

Legenda
| Recorde mundial                  | Recorde mundial (World record)               |                       | Recorde africano                      | Recorde africano (African) |                                           | Q | Classificado por posição (Qualified) |
| Recorde dos Jogos Pan-Americanos | Recorde pan-americano (Pan-American record)  | Recorde da América    | Recorde da América (Americas)         | q                          | Classificado por melhor tempo (Qualified) |   |                                      |
| Melhor marca do ano              | Melhor marca do ano (World leading)          | Recorde asiático      | Recorde asiático (Asian)              | DNS                        | Não largou (Did not start)                |   |                                      |
| Recorde nacional                 | Recorde nacional (National record)           | Recorde europeu       | Recorde europeu (European)            | DNF                        | Não terminou (Did not finish)             |   |                                      |
| Recorde pessoal                  | Recorde pessoal do atleta (Personal best)    | Recorde da Oceania    | Recorde da Oceania (Oceania)          | DSQ / DQ                   | Desclassificado (Disqualified)            |   |                                      |
| Recorde da temporada             | Recorde da temporada do atleta (Season best) | Recorde sul-americano | Recorde sul-americano (South America) | NM                         | Sem marca (No mark)                       |   |                                      |